# Галл (округ Портедж, Вісконсин)
Галл (англ. Hull) — місто (англ. town) в США, в окрузі Портедж штату Вісконсин. Населення — 5287 осіб (2020).

## Демографія
Згідно з переписом 2010 року, у місті мешкало 5346 осіб у 2069 домогосподарствах у складі 1619 родин. Було 2151 помешкання
Расовий склад населення:
| - 96,7 % — білих - 1,6 % — азіатів - 0,3 % — корінних американців - 0,3 % — чорних або афроамериканців |

До двох чи більше рас належало 0,8 %. Частка іспаномовних становила 1,6 % від усіх жителів.
За віковим діапазоном населення розподілялося таким чином: 23,0 % — особи молодші 18 років, 63,7 % — особи у віці 18—64 років, 13,3 % — особи у віці 65 років та старші. Медіана віку мешканця становила 43,8 року. На 100 осіб жіночої статі у місті припадало 105,0 чоловіків;  на 100 жінок у віці від 18 років та старших — 103,8 чоловіків також старших 18 років.
Середній дохід на одне домашнє господарство  становив 90 135 доларів США (медіана — 78 780), а середній дохід на одну сім'ю — 100 180 доларів (медіана — 93 490). Медіана доходів становила 47 054 долари для чоловіків та 43 194 долари для жінок. За межею бідності перебувало 1,7 % осіб, у тому числі 0,9 % дітей у віці до 18 років та 1,5 % осіб у віці 65 років та старших.
Цивільне працевлаштоване населення становило 3010 осіб. Основні галузі зайнятості: освіта, охорона здоров'я та соціальна допомога — 26,9 %, фінанси, страхування та нерухомість — 14,9 %, роздрібна торгівля — 13,2 %, виробництво — 13,0 %.